# Eophona
Az Eophona a madarak osztályának verébalakúak (Passeriformes) rendjébe a pintyfélék (Fringillidae) családjába és a kúpcsőrűek (Carduelinae) alcsaládjába tartozó nem.

## Rendszerezésük
A nemet John Gould írta le 1851-ben, az alábbi 2 faj tartozik ide:
- vándormeggyvágó (Eophona migratoria)
- álarcos meggyvágó (Eophona personata)